# 양산 삼호리 고분군
양산 삼호리 고분군(梁山 三湖里 古墳群)은 대한민국 경상남도 양산시 웅상읍에 있는 고분군이다. 2005년 10월 13일 경상남도의 기념물 제260호 양산 삼호리 고분군으로 지정되었다.

## 개요
삼호리 고분군은 규모가 매우 클 뿐만 아니라, 울산과 양산 일대의 신라문화를 이해하는데 있어 중요한 자료가 될 수 있는 유적으로 판단된다. 그러나 유적의 분포상태나 고분의 수량, 전체면적 등 여러 부분에서 전혀 조사된 바가 없어 유적의 정확한 성격을 판단하기는 어려우나 중요성이 인정되는 유적임에는 틀림이 없다.

## 지정 사유
삼호리 고분군은 울산과 양산 일대의 신라문화를 이해하는데 있어 중요한 자료가 되므로 도 기념물로 지정한다.

## 참고 자료
- 양산 삼호리 고분군 - 국가유산청 국가유산포털